# Dee Dee Bridgewater

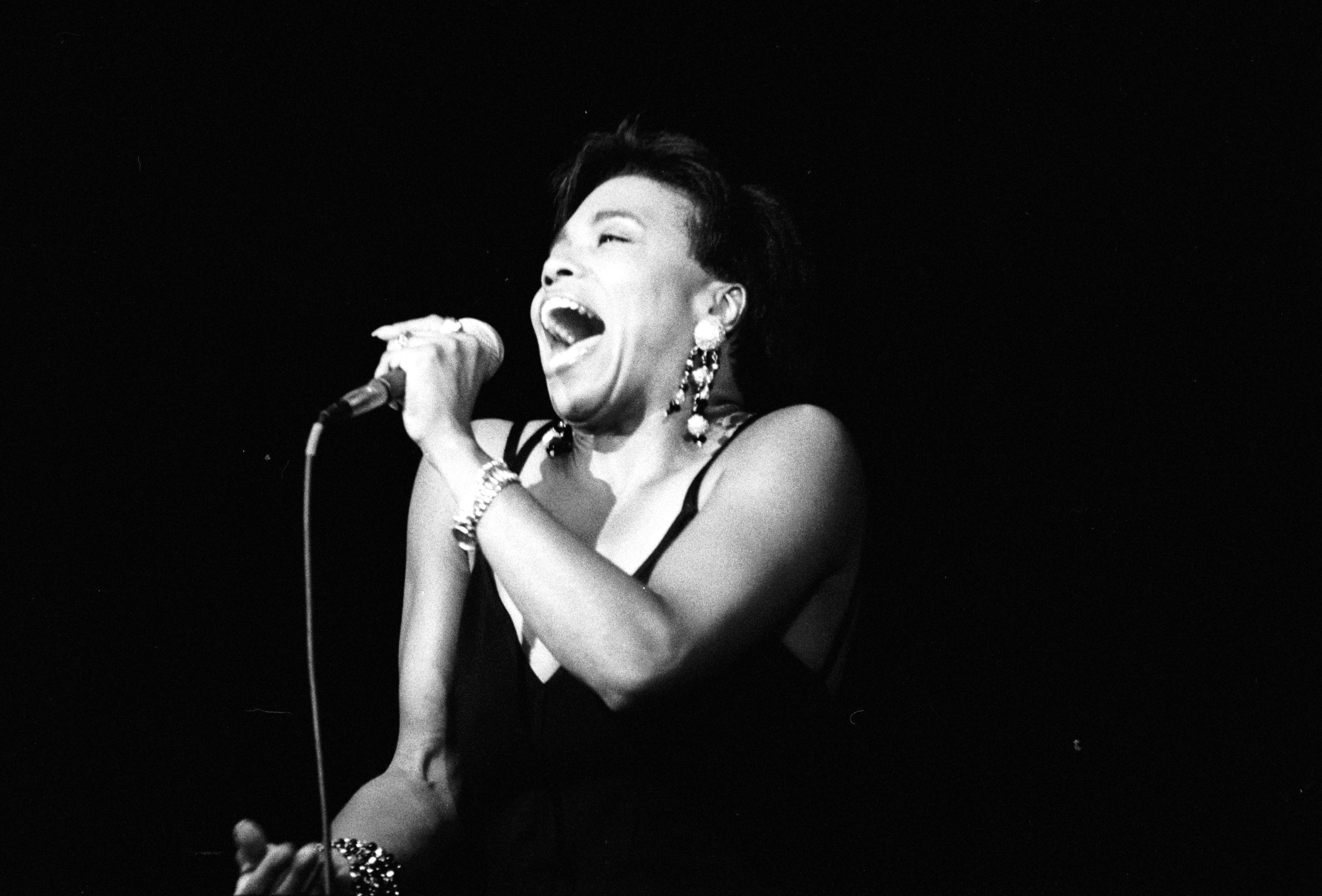
Dee Dee Bridgewater (1990).

Dee Dee Bridgewater (Denise Eileen Garrett, Memphis, 27 de mayo de 1950) es una cantante estadounidense de jazz. 
Tres veces ganadora del premio Grammy, así como un premio Tony. Se trata de una de las más relevantes vocalistas femeninas desde mediados de los años noventa. Su repertorio es, básicamente, el de los estándares jazzísticos, aunque arriesga constantemente en la improvisación interpretativa, sobre todo en sus actuaciones en directo. Su voz es nítida y fuerte, con un punto de gravedad.
En el 16 de octubre de 1999, Dee Dee Bridgewater fue nombrada «Embajadora de Buena Voluntad» de la Organización de las Naciones Unidas para la Agricultura y la Alimentación (FAO).
Actuó en Míchigan durante los años 69 y dio una gira por la Unión Soviética en 1969 con la big band de la Universidad de Illinois. Cantó con la orquesta de Thad Jones/Mel Lewis entre 1972 y 1974 y apareció en el musical de Broadway The Wiz (1974-1976). Durante mucho tiempo fue ignorada por el mundo del jazz por lo que se trasladó a Francia en los años ochenta para intentar reconducir su carrera. Apareció en el show Lady Day y en festivales de jazz europeos, y por un tiempo formó su propio grupo de acompañamiento. A finales de los ochenta, sus grabaciones para Verve empezaron a tener éxito en su país de origen. Su disco de 1995 en homenaje a Horace Silver le permitió emprender una gira por Estados Unidos que la redescubrió para la audiencia de su país. Obtuvo otro gran éxito, Grammy incluido en 1997, con su homenaje a Ella Fitzgerald.

## Discografía
Los títulos destacados en negrita son considerados esenciales por la crítica
- Afro Blue (1974)
- Dee Dee Bridgewater (1976)
- Just Family (1977)
- Bad for me (1979)
- Live in Paris (1986)
- In Montreux (live) (1990)]
- Keeping Tradition (1992)
- Love and Peace: A Tribute to Horace Silver (1995)
- Dear Ella (1997)
- Victim of Love (1998)
- Live at Yoshi's (2000)
- This Is New (2002)
- J'ai Deux Amours (2005)
- Dee Bridgewater, Vol. 2 (2006)
- Red Earth. A malian journey (2007)
- Eleanora Fagan (1915-1959): To Billie With Love From Dee Dee (2010)